# Racotis discistigmaria
Racotis discistigmaria is een vlinder uit de familie van de spanners (Geometridae). De wetenschappelijke naam van de soort is, als Boarmia discistigmaria, voor het eerst geldig gepubliceerd in 1902 door George Francis Hampson.

## Type
- type: "male, Geometridae genitalia slide no. 13359."
- instituut: BMNH, Londen, Engeland.
- typelocatie: "India, Assam, Khasa Hills".